# Hannelore Anke
Hannelore Anke verh. Hofmann (* 8. Dezember 1957 in Schneeberg (Erzgebirge)) ist eine ehemalige deutsche Schwimmerin, die für die DDR antrat.

## Werdegang
Ihren ersten großen Wettkampf bestritt sie bei den Olympischen Sommerspielen 1972 in München, als sie mit 14 Jahren über 200 m Brust antrat, über den Vorlauf aber nicht hinauskam.
Die ersten Erfolge stellten sich dann 1973 ein, als sie in Belgrad über 200 Meter Brust Vizeweltmeisterin wurde.
Im Jahr 1975 konnte sie bei den Schwimmweltmeisterschaften in Cali jeweils über 100 Meter und 200 Meter Brust als auch mit der 4-mal-100-Meter-Lagenstaffel den Titel gewinnen. Den Höhepunkt ihrer Laufbahn stellten jedoch die Olympischen Sommerspiele 1976 in Montreal dar, als sie in neuer Weltrekordzeit über 100 Meter Brust und mit der 4-mal-100-Meter-DDR-Lagenstaffel Olympiasiegerin wurde. Im selben Jahr wurde sie für diese Erfolge mit dem Vaterländischen Verdienstorden in Silber ausgezeichnet.
Im Jahr 1990 wurde sie in die Ruhmeshalle des internationalen Schwimmsports aufgenommen.
Sie lebt in Langenbach.

### DDR-Doping
Im Zuge des DDR-Dopingprozesses und den damit im Zusammenhang stehenden Nachforschungen und Archivaufarbeitungen der Praktiken der DDR-Mediziner und Sportfunktionäre, lieferte der langjährige DDR-Mediziner und inoffizielle Mitarbeiter (IM) der Stasi Bernd Pansold umfassende Informationen über die Situation zur Zeiten der DDR. Er bestätigte, dass an Minderjährige Dopingpräparate verabreicht wurden. Hannelore Anke wurde Testosteron gespritzt.